# 29歳問題
『29歳問題』（29さいもんだい、原題：29+1）は、2017年の香港映画。

## キャスト
- クリスティ＝ラム・ヨックワン（林若君）：クリッシー・チャウ（周秀娜）
- ウォン・ティンロ（黃天樂）：ジョイス・チェン（鄭欣宜）
- チョン・ホンミン（張漢明）：ベビージョン・チョイ（蔡瀚億）
- ヨン・チーホウ（楊子豪）：ベン・ヨン（楊尚斌）
- 家主リョン（業主梁生）：ジャン・ラム（林海峰）
- エレイン（Elaine）：エレイン・ジン（金燕玲）
- タクシー運転手（的士司機新哥）：エリック・コット（葛民輝）
- ティナ（Tina）：賴慰玲
- ドリス（Doris）：キャシー・ユエン（湯怡）
- 欣欣：高少敏
- トマト（蕃茄）：蛙兒（王靜文）
- ケン（Ken）：カーキ・サム（岑珈其）
- アイリス（Iris）：ヴィヴィアン・チャン（陳慧敏）
- 林父：黃先洸
- ディクソン＝シン先生（冼Sir）：梁祖篼
- ジェフ・リー（Jeff Lee）：王宗兜
- タン店長（旦哥）：ローレンス・チェン（鄭丹瑞）
- ジェニファー（名模Jennifer）：キャサリン・チョウ（周家怡）
- 暗戀偶像：チョン・コクキョン（張國強）

## スタッフ
- 監督・脚本：キーレン・パン
- 製作：アレン・チャン、アルバート・リー、コラ・イム
- 撮影：ジェイソン・クワン
- 照明：チョン・ヨクチュン
- 美術：チェット・チャン
- 衣装：セシリア・チック
- 音楽：アラン・ウォン、ジャネット・ユン
- 音響：フィリス・チェン
- 編集：リー・ヒンミン、キーレン・パン
- VFX：ビクター・ウォン、ダーカス・ユー
- 挿入歌：レスリー・チャン、レオン・ライ、BEYOND